# 瓦勒多宗
瓦勒多宗（法語：Val-d'Auzon，法語發音：[val dozɔ̃]，意为“欧宗河谷”）是法国奥布省的一个市镇，位于该省中部偏东北，属于特鲁瓦区。

## 地理
瓦勒多宗（48°22'46"N, 4°22'55"E）面积27.58 平方千米，位于法国大東部大區奥布省，该省份为法国中北部省份，北起马恩省，西接塞纳-马恩省，西南至约讷省，东南至科多尔省，东临上马恩省。
与瓦勒多宗接壤的市镇（或旧市镇、城区）包括：布雷沃讷、隆索勒、奥布河畔莫兰、翁容、佩勒和代尔、皮内、普日。

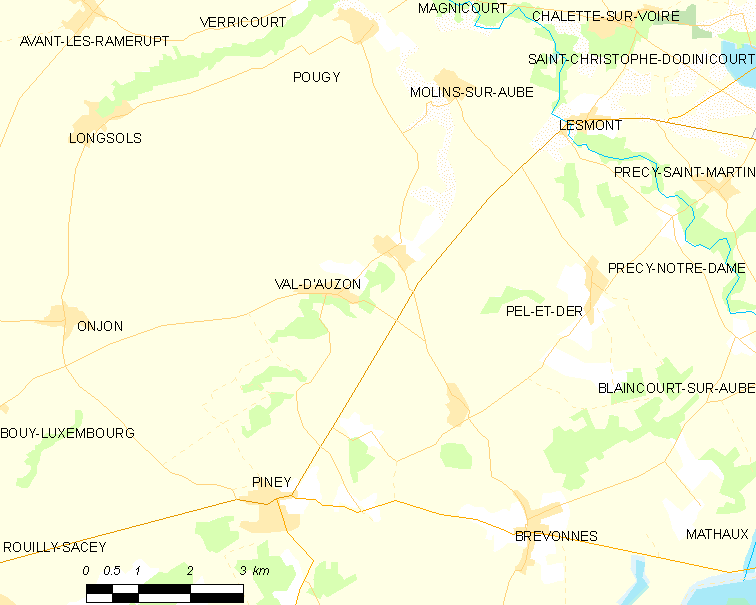
瓦勒多宗的OSM定位图

瓦勒多宗的时区为UTC+01:00、UTC+02:00（夏令时）。

## 行政
瓦勒多宗的邮政编码为10220，INSEE市镇编码为10019。

## 政治
瓦勒多宗所属的省级选区为布列讷堡县。

## 人口

1962-2008年间瓦勒多宗人口变化图示

瓦勒多宗于2022年1月1日时的人口数量为364人。